# سیارک ۳۷۰۲
سیارک ۳۷۰۲ (به انگلیسی: 3702 Trubetskaya، نامگذاری:1970NB) سه هزار و هفتصد و دومین سیارک کشف شده‌است که در ۳ ژوئیه ۱۹۷۰ کشف شد.
قدر مطلق سیارک برابر ۱۱٫۶۰ است.